# Filme de estrada
Filme de estrada é um gênero cinematográfico no qual o(s) personagem(ns) principal(is) sai(em) de casa para uma viagem, normalmente alterando a perspectiva de sua(s) vida(s) cotidiana(s). Esses filmes geralmente retratam viagens no interior do país, explorando o tema da alienação e examinando as tensões e questões da identidade cultural de uma nação ou período histórico; tudo isto é muitas vezes enredado em um estado de ameaça real ou potencial, ilegalidade e violência, um "ar distintamente existencial", e nessas produções contêm personagens inquietos, "frustrados, muitas vezes desesperados". O cenário não inclui apenas os limites do carro enquanto ele se movimenta em rodovias e estradas, mas também se estende a lanchonetes e quartos em motéis de beira de estrada, o que ajuda a criar intimidade e tensão entre os personagens. Os filmes de estradas tendem a concentrar-se no tema da masculinidade (em que o homem frequentemente passa por algum tipo de crise), em algum tipo de rebelião e autodescoberta. Contudo, segundo o livro Driving Visions: Exploring the Road Movie, de David Laderman, o tema central do gênero é a "transgressão contra as normas sociais conservadoras".
Existem duas narrativas principais: a busca e a perseguição fora da lei. Na aquela, a história tem continuidade enquanto os personagens fazem descobertas, que podem ser de si mesmo (por exemplo, Two-Lane Blacktop, de 1971); nesta, em que os personagens fogem da lei, geralmente há mais sexo e violência (por exemplo, Natural Born Killers, de 1994). Os filmes de estrada tendem também a focar-se mais nos conflitos e transformações internas dos personagens —com base em seus sentimentos à medida que experimentam novas realidades em suas viagens—, e um momento de silêncio é geralmente mais importante do que uma sequência mais dramática. O gênero normalmente não usa a estrutura padrão de três atos usada nos filmes convencionais; em vez disso, é usada uma "estrutura de enredo em aberto e desenfreado".
O nome do gênero também é o título do filme Road Movie (1974), dirigido por Joseph Strick. Como exemplos desse gênero, pode-se citar Central do Brasil, Crossroads, Motorista sem Limites, Easy Rider, Just Like the Son, Natural Born Killers, Rain Man, Thelma and Louise, Rat Race, Transamérica The Adventures of Priscilla, Queen of the Desert, Wild at Heart, Viagem sem destino, Little Miss Sunshine, Diários de Motocicleta, The muppet Movie e Y tu mamá también.